# Niederaula (Ortsteil)
Niederaula ist der größte von acht Ortsteilen der gleichnamigen Marktgemeinde Niederaula im osthessischen Landkreis Hersfeld-Rotenburg und ist Sitz der Gemeindeverwaltung.

## Geographie
Im Ortsteil Niederaula leben knapp 2800 Menschen, dies entspricht etwa der Hälfte der Einwohner der Gesamtgemeinde. Er liegt im nördlichen Teil der Gemeinde unmittelbar nordwestlich der Einmündung der Aula in die Fulda. Nördlich der Ortslage erhebt sich die 403 m hohe Rehkuppe, im Westen mündet der Hattenbach in die Aula. Direkte Nachbarorte sind Mengshausen etwa 1 km südöstlich sowie Hattenbach und Kleba jeweils etwa 3 km westlich beziehungsweise nordwestlich, die Kreisstadt Bad Hersfeld liegt etwa 12 km nordöstlich.

## Geschichte
Erstmals urkundlich erwähnt wurde der Ort 779 als Oulaho. Er war Teil einer Schenkung Karls des Großen an das Benediktinerkloster Hersfeld.
Zum 31. Dezember 1970 wurde im Zuge der Gebietsreform in Hessen die bis dahin selbständige Gemeinde Mengshausen auf freiwilliger Basis eingemeindet. Am 31. Dezember 1971 kamen Hattenbach, Kleba, Niederjossa, und Solms hinzu. Am 1. August 1972 folgte Kerspenhausen mit Roßbach und dem dort am 31. Dezember 1970 eingegliederten Hilperhausen.  Für den Ortsteil Niederaula wurde ein Ortsbezirk mit Ortsbeirat und Ortsvorsteher nach der Hessischen Gemeindeordnung eingerichtet.
Das Dorf war am 22. August 1977 gegen 15.00 Uhr von einem Dammbruch der Staumauer des Ibrasees betroffen.
Der Hochwasser-Stauinhalt von 500.000 m³ Wasser ergoss sich in einer bis zu drei Meter hohen Flutwelle durch das Tal.

## Bauwerke
Sehenswert ist der Ortskern mit dem ehemaligen Amtshof von 1534 und der 1775 errichteten Barockkirche.
Für die unter Denkmalschutz stehenden Kulturdenkmale des Ortes siehe die Liste der Kulturdenkmäler in Niederaula.

## Verkehr
Etwa 3 km südlich des Dorfes befindet sich die Anschlussstelle Niederaula der A 7, 4 km nordwestlich die Anschlussstelle Kirchheim. Im Ort trifft die B 454 auf die B 62.
Niederaula war Knotenpunkt der Bahnstrecken Bad Hersfeld–Treysa und Niederaula–Alsfeld, heute verkehren dort jedoch nur noch Güterzüge. Die Schnellfahrstrecke Hannover–Würzburg führt westlich am Ort vorbei.